# تترای گوهرین
تترای گوهرین (Hyphessobrycon eques) یا تترای قرمز کوچک، که با نام تترای کالیستوس نیز شناخته می‌شود، گونه‌ای از خانواده تتراها، ماهی گرمسیری آب شیرین از خانواده تتراسانان (خانواده کاراسینان) و راسته تتراسانان می‌باشد. این گونه معمولاً در حالی با گونه تترا الماسی (Moenkhausia pittieri) اشتباه گرفته می‌شود که حتی شباهت ظاهری بین این دو گونه وجود ندارد. این ماهی پرطرفدار بومی زهکشی رودخانه آمازون در برزیل، پرو، پاراگوئه، بولیوی و شمال آرژانتین است. این ماهی را می‌توان در آبهایی با جریان کم یا در آب‌های راکد از جمله حوضچه‌ها، دریاچه‌های کوچک و نهرها مشاهده کرد. در طبیعت، بیشتر در اطراف پوشش گیاهی و ریشه درختان زندگی می‌کند و دمای آب ۲۲–۲۷ درجه سانتی گراد دمایی ایده‌آل برای رشد و زندگی این ماهی است.
تترای گوهرین بعضاً تا ۵ سانتی‌متر نیز رشد می‌کند. آنها دارای رنگ‌آمیزی بسیار متمایز با بدنی قرمز و لکه‌ای سیاه در نزدیکی آبشش‌های خود هستند. این ماهی گیاه‌خوار و همه چیزخوار است، ولی بیشتر از سخت‌پوستان و کرم‌های خون تغذیه می‌کند.

## در آکواریوم

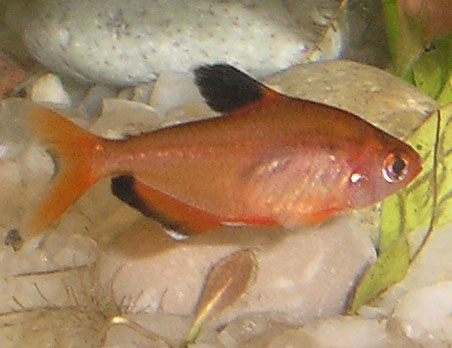
انواع باله بلند H. eques

دمای مناسب برای تترای گوهرین دمایی بین ۲۲ تا ۲۶ درجه سانتی گراد است. به‌طور کلی در این محدوده دما، عملکرد و رشد و تغذیه بهتری دارند. اگر بخواهید رنگ بسیار زیبایی از این ماهی داشته باشید حتماً باید دقت کنید تا درجه سختی آب آکواریوم نرم، و اسیدیته آب خنثی تا کمی اسیدی باشد. مانند اکثر تتراها، بهتر است در دسته‌های بزرگ حداقل شش تایی نگهداری شوند. حتماً در آکواریوم گیاهان فراوان بکارید تا سرپناه و مکان‌های مخفی برای آنها فراهم شود.

## پرورش
پرورش تترای گوهرین، مانند اکثر تتراهای دیگر، به دلیل تفاوت‌های آشکار بین جنسیت‌ها ممکن است مشکل باشد. با این حال، نرها معمولاً لاغرتر و کوچک‌تر از ماده‌ها هستند. همچنین، تفاوت چشمگیری در شکل کیسه هوا که در بالا و پشت حفره شکمی دیده می‌شود دارند. برای پرورش و تکثیر این ماهی‌ها باید حتماً در یک آکواریوم جداگانه و اختصاصی پوشش گیاهی فراوان و ریزبرگ‌مانند پرطاووسی کاشته شود تا بتوانند در آن تخم بگذارند. فیلتر کردن از طریق پیت‌ماس نیز می‌تواند مفید باشد. تخم‌ها حدوداً بعد از یک روز باز می‌شوند.
طول عمر متوسط تترای جواهر حدود هفت سال است.